# Walter Isaacson
Walter Isaacson (ur. 20 maja 1952 w Nowym Orleanie) – amerykański pisarz i biograf. Prezes i dyrektor wykonawczy Aspen Institute. Był przewodniczącym CNN i redaktorem czasopisma Time. Autor biografii Steve’a Jobsa, Benjamina Franklina, Leonarda da Vinci, Alberta Einsteina i Henry’ego Kissingera.

## Kariera
Walter Isaacson zaczynał swoją karierę w dziennikarstwie w The Sunday Times, a następnie w The Times-Picayune. Przyłączył się do magazynu Time w 1978, gdzie pracował jako korespondent polityczny. W 2001 został przewodniczącym CNN, a w 2003 został prezesem Aspen Institute. Jest autorem książek: American Sketches (2009), Einstein. Jego życie, jego wszechświat (2007), Benjamin Franklin: An American Life (2003) oraz Kissinger: A Biography (1992). Wraz z Evanem Thomasem jest współautorem książki The Wise Men: Six Friends and the World They Made (1986).
Jest autorem Steve Jobs, na podstawie której Aaron Sorkin napisał scenariusz filmu pod tym samym tytułem.

## Przekłady na język polski
- Walter Isaacson: Steve Jobs. Przełożyli z angielskiego: Przemysław Bieliński, Michał Strąkow. Kraków: Insignis Media, 2011. ISBN 83-61428-53-4. (pol.). Brak numerów stron w książce
- Walter Isaacson: Elon Musk. Przełożyli z angielskiego: Michał Strąkow, Michał Jóźwiak. Kraków: Insignis Media, 2023, s. 896. ISBN 978-83-67710-74-9. (pol.).